# Ljubica Adžović
Ljubica Adžović (en serbio cirílico: Љубица Аџовић) fue una actriz yugoslava/montenegrina de etnia gitana, conocida principalmente por sus papeles en las películas de Emir Kusturica El tiempo de los gitanos (1988) y Gato negro, gato blanco (1998). Fue descubierta para el cine en 1987 por un asistente de Emir Kusturica, pese a que no tenía ninguna experiencia como actriz. Kusturica aseguró que Adžović tenía "un talento innato".

## Biografía
Ljubica Adžović nació en Skopje, pero se desconoce la fecha de su nacimiento. Madre de nueve hijos, vivía en un bar y fue descubierta en 1987 en Skopje para el mundo del cine por un asistente de Emir Kusturica para el papel de la abuela Hatidža en El tiempo de los gitanos (1988). El propio Kusturica le pidió hacer unas tomas de prueba y aseguró, que, aunque Adžović no contaba con ninguna experiencia en la interpretación "podía predecir el futuro mediante la lectura de las líneas de las manos, lo que, en cierto modo, ya es actuar".
Su papel en El tiempo de los gitanos fue un éxito y fue invitada con el resto del equipo en el Festival de Cannes 1989. Tuvo ofertas para actuar en películas en Alemania, pero todas las rechazó y aseguró que sólo trabajaría con Kusturica, con quien repitió en Gato negro, gato blanco (1998).
En 2001, Ljubica dijo ser acosada por la mafia albanesa y pidió asilo político en Francia, donde se trasladó a vivir, después de haber perdido todos sus bienes en Montenegro. Posteriormente también vivió en Suecia. En 2006 fue acusada de tráfico de niños gitanos con fines de adopción ilegal, acusación que resultó ser falsa tras una mala información de la agencia serbia Tanjug. Dos meses después, el 23 de mayo de 2006, fallecía en Montenegro.